# رنگ در معماری ایران

## رنگ و رنگ آمیزی
به‌طوری‌که مشخص است رنگ و رنگ‌آمیزی برای زیباسازی بنا انجام می‌شود. علاقه به رنگ به صورت فطری در ایران باستان مورد توجه بوده‌است.
رنگ چه از نوع گیاهی و چه از نوع طبیعی و چه معدنی به ترتیب کیفیت مورد توجه می‌باشد. به‌طوری‌که در کاوش‌های باستان‌شناسی در طبقات زیرین تپه‌های سیلک یا دیگر نقاط ایران از هزارهٔ پنجم قبل از میلاد انجام شده نمایشگر رنگ آمیزی اشیایی بوده‌است که در جوار درگذشتگان در گورها می‌گذاشتند. بدیهی است اشیاء به دست آمده و تحقیقات باستان‌شناسی در هزارهٔ چهارم و سوم نیز با رنگ آمیزی همراه بوده‌است. به‌طوری‌که مشخص است از اُخرا که قرمز رنگ آجری می‌باشد، برای تزیین بسیاری از وسایل زندگی و همچنین رنگ آمیزی دیوارهٔ اتاق‌ها استفاده می‌شده‌است.

## رنگ در دوره مادها
از دوران مادها آثار زیادی برجای نمانده‌است. استحکامات و شهر هگمتانه یکی از بقایای مهم این دوره است. از شگفتی‌های این مجموعه که تاریخ نویسان به آن اشاره کرده‌اند، هفت باروی آن است که هر کدام به رنگی آراسته بودند. به قول هرودت؛ «اولی سفید، دومی سیاه، سومی ارغوانی، چهارمی آبی و پنجمین نارنجی است و تمام اینها را با الوان رنگین کرده بودند و دوتای آخری یکی از نقره و دیگری از طلا مستور شده بود.» به گمان بسیار، باروهای هفتگانه و هفت رنگ هگمتانه به شیوه‌ای نمادین و مرموز، نشانه‌ای از آسمان و هفت اختر گردان بوده‌است.

## رنگ در دوران هخامنشی
در دوران هخامنشی از وجود رنگ در بناها بهره‌گیری فراوان شده‌است. علاوه بر رنگ آمیزی سطوح بناها در کف سازی‌ها نیز از مصالح رنگین استفاده شده‌است. نمونه‌هایی از اندود ماسه آهک همراه با پوکه آجر خرد شده و رنگ اُخرا به شکل ملاتی رنگین در کف‌سازی کاخ داریوش به یادگار مانده‌است. از جمله باید به مانده‌هایی از یک فرش گچی اشاره کرد که به رنگ قرمز در گوشه یکی از اتاق‌های شمالی کاخ تچر به دست آمده‌است. همچنین محققین توانسته‌اند با توجه به بقایای رنگی و عناصر شیمیائی موجود در خلل و فرج سنگی تخت جمشید ـ فارغ از میزان صحت و دقت ـ نقشی رنگین از فَروَهر را بازسازی کنند. کم و بیش در دیگر آثار معماری باقی‌مانده از زمان هخامنشیان نیز تصاویر نقاشی شده به چشم می‌خورد. از جمله در شهر هخامنشی دهانه غلامان صحنه‌ای از شکار به تصویر کشیده و در صحنه کنده کاری شده دیگر اثری از شمایل یک حیوان که به احتمال زیاد اسب است و روی پلکانی ایستاده، دیده می‌شود.
رنگ آمیزی تیرهای چوبی و سقف‌های چوبی آسمانه در کاخ‌های هفده‌گانه تخت جمشید با بهره‌گیری از رنگ‌های تند انجام شده‌است. ضمناً ستون‌ها با استفاده از رنگ خاکستری طبیعی یا با رنگ سیاه صیقلی و براق مورد توجه بوده‌است.
قابل ذکر است علاوه در کاوش‌ها، ظروف سفالین رنگ آمیزی شده هزارهٔ پنجم، چهارم و سوم قبل از میلاد نشانگر استفاده‌های اصولی از رنگ‌های طبیعی و معدنی بوده‌است. این بهره‌گیری در سفال‌ها به شکل گل‌های رزاس به صورت آجرهای لعاب دار نشانگر تکامل شیوه استفاده از رنگ و پخت کامل و پیدایش اصولی کاشی و آجرهای رنگین بوده‌است. نمونه‌ای از آجرهای ذکر شده به صورت گل رزاس در موزه ملی ایران نگهداری می‌شود.
مصالح تزیینی ذکر شده در بناهای هخامنشی کاربرد فراوان داشته‌اند.

## رنگ در دوران اشکانی و ساسانی
در بناهای دوران اشکانیان و به ویژه در زمان ساسانیان از رنگ برای رنگ آمیزی بر سطوح اندودها و نقاشی از صورت نگاره و موارد دیگر نهایت استفاده می‌شده‌است. شیوهٔ نقاشی ساسانیان بر روی آثار هند اثر کامل داشته و به سبک ساسانی معروف شده‌است. گفته شده در صفه بزرگ طاق کسری بر سطح گچ کاری دو دیوار طولی تصویرهای بزرگی با رنگ‌های گیاهی و معدنی از صحنه‌های عظیم از جنگ میان ایرانیان و رومیان چهرهٔ انوشیروان در میان سربازان فاتح نقاشی شده بود که تا خرابی کاخ به نام دیوارنگاره باقی بوده‌است. همچنین در کاخ سفید و تالارها و سرسراهای بنای تیسفون دارای نقاشی و صورت نگاری بوده‌است. لکان جبهة شمالی از آثار باقی‌مانده بر کوه خواجه در سیستان معروف به کاخ شاهی کوه خواجه، به فضائی باریک و دراز دالان مانند راه می‌یابد که به دلیل وجود نقاشی‌های دیواری بر بدنه دیوارهای آن، توسط «هرتسفلد» و محققان بعد از وی به گالری شهرت یافته‌است. هرتسفلد این آثار را متعلق به قرن اول میلادی و اشکانیان دانسته. این گالری ۴۰ متر طول و ۵/۱ تا ۲ متر پهنا دارد. با وجود تخریب و آوار فراوان، رنگ‌هایی اینجا و آنجا بر سطح طاق موجود و دیوارها به چشم می‌خورد که حکایت از نقش مایه‌های دیواری گسترده و وسیع منقوش دارند. متأسفانه رنگ‌های باقی‌مانده ما را به کلیت یک اثر نقش پردازی شده نمی‌رسانند و صرفاً بقایای نقوشی هستند که قبلاً از جای خود برداشته شده‌اند. به نظر می‌رسد که در این نقاشی‌ها از رنگ‌های زرد، سرخ، سبز، قهوه‌ای و آبی استفاده شده‌است. در این نقش‌ها خدایان، که بخش و قسمتی از پیکر هریک از آنان پشت پیکر خدای دیگر قرار گرفته‌است، همه به صورت تمام رخ ایستاده‌اند. احتمالاً این شیوه پوشش یک تصویر بر روی تصویر دیگر به منظور القای عمق بوده‌است. (تأثیر این تکنیک را در دوره ساسانی در نقش برجسته معروف کرمانشاه که دسته‌ای از گرازها را در میان نیزار نشان می‌دهد، می‌توان دید) در یکی از دیوارها نقشی از شاه و ملکه و در جایی دیگر رب النوع عشق یونان (اروس) سوار بر اسبی سرخ رنگ دیده می‌شود. در اینجا چهره‌ها به حالتی نیم رخ و تمام رخ است. (یکی از تأثیرات نقاشی دوره اشکانی بر سیر هنر، همین رواج تصاویر تمام رخ است) در اطراف پنجره‌های تالار، تماشاگران نقش شده‌اند. اغلب نقاشی‌های دیواری منتسب به کوه خواجه از این محل به دست آمده و متأسفانه تمام آن‌ها نیز به خارج از ایران منتقل شده‌است. در شهری در کنار فرات دورا اروپوس نقش‌هایی از دیوار یک معبد پیدا شده که حاکی از تأثیر نفوذ هنر اشکانی است. در معبدی از این شهر تصاویری نیز از ایزدمهر پیدا شده که او را در حال شکار نشان می‌دهد.
ساسانیان به تبعیت از هخامنشیان توجه خاصی به نقوش برجسته از خود نشان دادند. از طرفی متأثر از امکانات امپراتوری تازه تأسیس خود و هنر اشکانی، شیوه‌ای منحصر به فرد در هنر را پیش گرفتند. این زمان یکی از دوره‌های شکوفائی هنر گچبری است. اما همچنان از رنگ و نقاشی نیز برای زینت ابنیه استفاده می‌شود. نمای کاخ‌های ساسانی که با سنگ‌های تیشه‌ای یا لاشه سنگ یا خشت و آجر ساخته می‌شد، اغلب با اندود گچ سفیدکاری می‌شد و در داخل دارای تزئینات نقاشی بود. این نقش‌ها بیشتر شامل طرح‌های تزئینی انسان، حیوان، شکارگاه، گل و گیاه و نقوش هندسی الوان بودند.
به روایت پروفسور پوپ تا سال ۱۳۰۴ هجری شمسی در طاق بستان در کرمانشاه، یکی از یادگارهای دوره ساسانی، آثار رنگ‌های قرمز، زرد، فیروزه‌ای، آبی پررنگ، سبز کم رنگ، ارغوانی، بنفش، نارنجی، صورتی و سپید بر این بنا قابل مشاهده بوده‌است. صحنه‌هایی از جنگ، شکار و گردش، موضوع نقاشی‌های دیواری موجود بر سطوح را تشکیل می‌داده. طرح تزئینات تالار پذیرائی بیشاپور (نزدیک کازرون) نیز شامل گچبری‌های رنگ آمیزی شده و نقوشی به رنگ‌های اخرائی، زرد، سیاه و آبی بوده که البته گاهی با موزائیک‌های رنگین نیز تلفیق می‌شده. گویا در قصر تیسفون نیز از یک نقاشی دیواری با صحنه‌ای از تسخیر انطاکیه گزارش شده‌است. از نکات جالب در مورد نقاشی‌های دوره ساسانیان تأثیری است که بر نقاشی مانویان به جا گذاشته است.

## رنگ در ادوار اسلامی
در دورهٔ اسلامی از رنگ آمیزی برای زیباسازی‌های داخلی بناهایی چون بقعه امامزاده محمدبن جعفر صادق از دوره سلجوقی بهترین شکل و همچنین در سایر بناها استفاده فراوان شده‌است. از آغاز دورهٔ تیموری تا شکوفایی هنر در عهد صفویه از رنگ‌های معدنی برای انواع لعاب‌های قلیایی، سربی، لعاب مینایی قلع و بسیاری از ترکیبات رنگی دیگر برای کاشی‌سازی و به ویژه نقاشی بر روی گچ کاری از نقوش گل و برگ، انواع ترنج اندازی‌ها و بخصوص صورت نگاره‌های گوناگون با رنگ‌های به اصطلاح پخته به نام جوهرها و همچنین برای قالی بافی و نساجی و قلمکاری و… استفاده فراوان شده‌است.
در دورهٔ زندیه از انواع رنگ‌های معدنی در نقاشی بناها بخصوص در اتاق‌ها و تالارهای ارگ کریمخانی و موزهٔ پارس و همچنین در نقوش رنگین ساروج بُری برای حمام‌ها استفاده فراوان شده‌است.
در دورهٔ قاجاریه انواع نقاشی‌های تزیینی به شکل گل و گیاه و یه تصویرسازی روی اندودهای سیم کاهگل، گچ کاری، دیوار نگاره‌ها و قاب سازی‌ها در سقف و نقاشی بر سطح زیر و رو آینه و گچبری و بسیاری دیگر به شکل‌های مختلف به وجود آمد.

### رنگ‌های مورد مصرف در نقاشی
در نقش دهی و نقاشی چه در ادوار گذشته و چه در دوران کنونی سعی بر این بوده‌است که از رنگ‌های معدنی استفاده شود زیرا تجربه نشان داده است که رنگ‌های معدنی نسبت به رنگ‌های شیمیایی بسیار مقاوم و دارای شفافیت بیشتری می‌باشد.

## رنگ‌های معدنی
سفیدآب قلع: معروف به سفید آب شیخ که دارای رنگ سفید و شفاف می‌باشد.
سفیدآب سرب: دارای رنگ نخودی مایل به زرد می‌باشد.
لاجورد: برای رنگ‌های آبی و نیلی
گل اُخرا: این رنگ در مایه نارنجی سیر مورد استفاده قرار می‌گیرد.
پودر زرد، پودر قرمز، شنگرف، زرنیخ و …

## رنگ‌های جوهری
این رنگ‌ها عموماً گیاهی می‌باشند مانند حنا، نیل، روناس، مازو، اِسپَرَک، گل رنگ (گل کاجیره)، پوست گردو و تعدادی دیگر.
معمولاً برای عمل آوردن این رنگ‌ها که جوهر نامیده می‌شود، پس از سایش و الک شدن، با آب به نسبت لازم یا روغن الیف مخلوط شده و جوهر رنگ به دست می‌آید. از جوهر رنگ برای نقاشی‌های تذهیب و مینیاتور استفاده می‌شود. شایان ذکر است در مواردی نادر بر سطح دیوار نگاره‌هایی که از رنگ‌های معدنی نقشی به وجود آمده‌است از رنگ‌های جوهری نیز به شکل نقطه‌گذاری رنگین، لعاب و پوشش رنگ جوهری بر سطح رنگ معدنی داده می‌شده‌است و سپس برای نگهداری نقش لعابی بسیار رقیق از روغن جلا روی آن زده می‌شده‌است.